# تبرقنت
تبرقنت (به عربی: تبرقنت) یک شهرداری در الجزایر است که در استان میله واقع شده‌است. تبرقنت ۸٬۲۸۶ نفر جمعیت دارد.